# Melvil Dewey

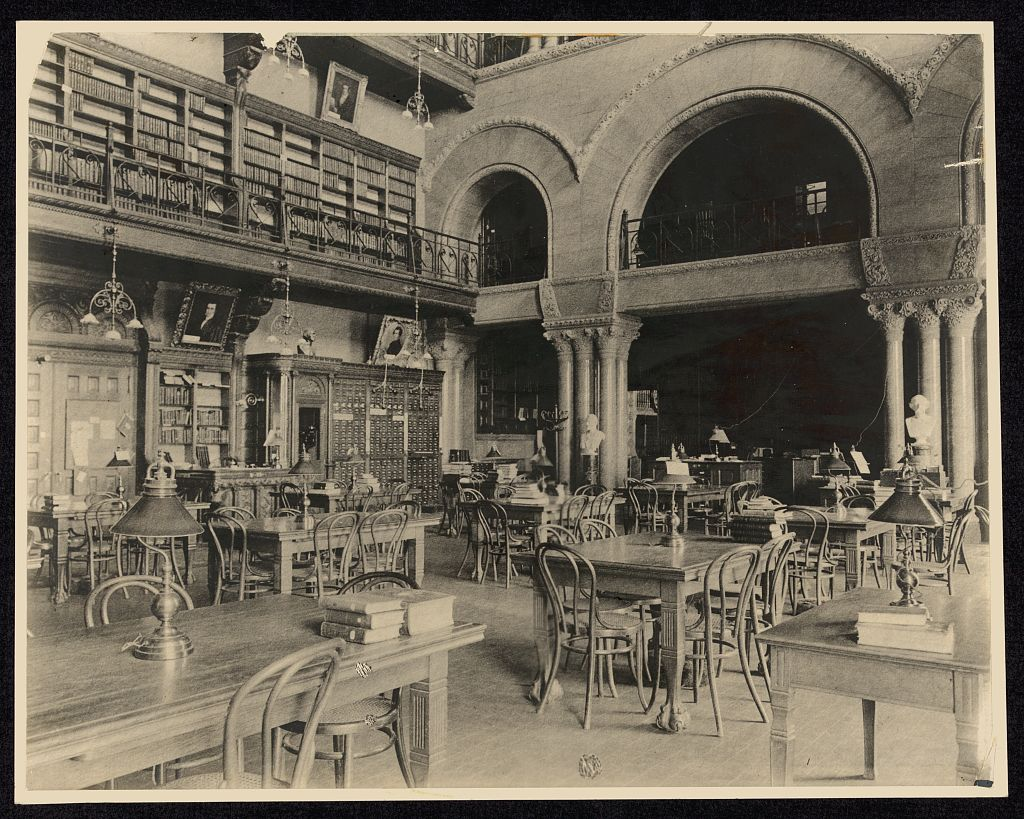
Állami Könyvtár, New York (1900 körül)

Melvil Dewey (eredetileg: Melville Louis Kossuth Dewey) (Adams Center, New York, 1851. december 10. – Lake Placid, Florida, 1931. december 26.) amerikai könyvtáros és pedagógus, a könyvtári besorolásra szolgáló Dewey decimális rendszer megalkotója és a Lake Placid Club alapítója.

## Életpályája

### Származása és családja
Dewey a Jefferson megyei Adams Center-ben született Joel and Eliza (Greene) Dewey ötödik, utolsó gyermekeként. Testvérei: Marion Meroa, Marietta, Monford Joel és Marissa Eliza.
Apja suszter volt és egy vegyesboltot működtetett. A legkisebb Dewey egy vidéki iskolába, az Alfred Universitybe járt. A család szegényes anyagi körülményei miatt Deweynak gyerekkorában különböző munkákat kellett vállalnia, de gyakran segített apja üzletében is, ezért tanulmányai abbamaradtak. 17 évesen tanári állást kapott. Hét évvel később, 1870-ben iratkozott be a massachusettsi Amherst College-be, és itt diplomázott 1874-ben.

### Tanulmányai
Az Amherst College-ben többek között gyorsírást is tanult és csatlakozott a helyesírási reform mozgalomhoz.
Dewey az angol nyelvi helyesírási reform szószólója volt. A nevét is megváltoztatta Melville Louis Kossuth Deweyból egyszerűen Melvil Duira. Az éttermi étlapokat sok éven keresztül írták Dewey helyesírásában.

Tanulmányai alatt létrehozta a "Library Bureau"-t, ami könyvtári irodaszereket (például minőségi kartotéklapokat) és különböző berendezéseket (például irattartó szekrényeket) adott el, és megállapította az egységes katalóguscédulák méretét.

### A könyvtárosi pálya
Amíg 1874-től 1877-ig helyettes könyvtárosként dolgozott az Amherstnél, Dewey megtervezte decimális rendszerét. Ezután elköltözött Bostonba, ahol Fredrick Laypoldt-al és R.R. Walker-rel közösen megalapította és szerkesztette a The Library Journal című folyóiratot, ami az amerikai könyvtárak fejlesztésében és adminisztrációjuk reformjában befolyásos tényező lett.
1883-ban a Columbia College könyvtárosa lett, és a következő évben részt vett a Library Economy Columbia School alapításában. Ez volt az első intézmény, amelyben könyvtárosokat oktattak. Ez a nagyon sikeres iskola 1890-ben a New York állambeli Albanybe költözött, és Dewey vezetése alatt újjáalakult, mint New York State Library School; 1888-tól 1906-ig ő volt az igazgatója a New York-i Állami Könyvtárnak és 1888-tól 1900-ig volt New York állami egyetemének titkára. Közben teljesen átszervezte az állami könyvtárat, amelyik az egyik legszervezettebb lett Amerikában, és megalapította az utazó könyvtárak és képgyűjtemények rendszerét.1890-ben segített alapítani az első állami könyvtár-szövetséget, a New York Library Associationt (NYLA) – amelynek 1890-től 1892-ig az elnöke volt. 1905-ben ment nyugdíjba.

### Kapcsolata Cutterrel
Barátjával, Charles Ami Cutter könyvtárossal részt vett az American Library Association (ALA) megalapításában; mindketten felszólaltak az első ALA konferencián, amit 1876-ban tartottak a massachusettsi Bostonban.
Az Egyesült Államokban 1847 óta folyó könyvtár-támogatási program eredményeként kialakult közművelődési könyvtári hálózat szükségessé tette a közös katalogizálás létrehozását. Cutter az ezzel foglalkozó Cooperative Committee elnöke, titkára pedig Dewey lett.
Egy idő után anyagi és szemléleti ellentétek miatt feszültté válik Cutter és Dewey viszonya, és útjaik szétválnak. Cutter 1887 és 1889 között az ALA elnöke, és Dewey heves bírálatainak célpontja.
1892 után Dewey lesz az ALA elnöke, Cutter visszaszorul. Az Athenaeummal megromlik Cutter viszonya. Az intézmény újabb keletű sikertelenségéért Cutter adminisztrációs elképzeléseit és extravagáns ötleteit teszik felelőssé.

### Magánélete
1878. október 19-én megnősült a massachusettsi Milfordban. Feleségül vette Annie Roberts Godfrey-t, a Wellesley College könyvtároskisasszonyát. 1890-ben fiuk született, Godfrey Dewey. 1895-ben feleségével, Annie-val a New York állambeli Lake Placidben megalapították a Lake Placid Club-ot. 1926-ban pedig Dewey alapított egy floridai klubot is.

Fiával aktív szerepet vállaltak a Téli Olimpia előkészítésében és rendezésében, ugyanis Dewey volt a New York-i Téli Olimpiai Bizottság elnöke.

1922. augusztus 3-án meghalt felesége, Annie. 1924. május 28-án újranősült. Második felesége Emily McKay Beal, aki az első Lake Placid Club alelnöke és menedzsere volt.

1931. december 26-án halt meg stroke-ban.
Dewey a természet nagy rajongója volt és egy kunyhó tulajdonosa az Adirondack Mountainsben, amit az Adirondak Lojnak nevezett.
Dewey a Library Hall of Fame tagja.

## Munkássága
Dewey az amerikai könyvtárosság úttörője volt és meghatározó személyiség a XX. századi amerikai könyvtárak fejlesztésében. Több személyes látogatást is tett különböző könyvtárakba, könyvtárosokkal, szakértőkkel konzultált és megvitatta a könyvtárak problémáit. A legnagyobb ismertséget számára az egyetemes tizedes osztályozás rendszerének megalkotása hozta, amit ma is több nyilvános- és iskolai könyvtárban is használnak (leginkább angolszász területeken), valamint egyes internetkeresők is alkalmazzák. De a tizedes osztályozás csak egy volt a sok újítás között. Dewey még ismert arról az elképzeléséről is, hogy egy államon belül az állami könyvtár kontrollálja az iskolai- és a nyilvános könyvtári szolgáltatást.

### Tizedes osztályozás
Újítása az osztályok kialakításánál a tízes számrendszer alkalmazása. Rendszere bizonyos változtatásokkal a századfordulót követően az egész világon elterjedt, ezt a változatot hívjuk – Egyetemes tizedes osztályozásnak.
1873-ban az akkor 22 éves Melvil Dewey, még az Amherst College hallgatójaként hozzákezdett a tízes számrendszer alapján felépített jelzetekből álló, egyetemes osztályozási rendszerének és a hozzá tartozó speciális mutató, a „relatíve index” kialakításához. A tervezetet a College könyvtárában hároméves próbának vetette alá, majd 1876-ban Tizedes Osztályozás címen adta közre (Classification and Subject Index for Cataloguing and Arranging Books and Pamphlets of a Library). Az első kiadás 42 oldalból állt; száz év múlva a 17. kiadásnak 2480 oldal a terjedelme.

## Érdekesség
Kossuth Lajos 1851–52-ben amerikai körutat tett, ahol nagy népszerűséget szerzett magának és sok hívet a magyar ügynek. Ez tükröződik Dewey középső nevében is.
A floridai Lake Placid eredeti neve Lake Stearns volt. 1925. december 1-én Dewey javasolta, hogy a település nevét változtassák Lake Placid-re. 1926-ban Dewey – a New York állambeli elegáns, sok gazdag és híres embert vonzó Lake Placid Club sikerén felbuzdulva – létrehozta ott a második Lake Placid Club-ot, majd 1927-ben a Lake Stearns-i bizottság – Dewey javaslatát elfogadva – június 6-án Lake Placid néven jegyezte be a települést. 1931-ben itt halt meg Dewey.
A III. téli olimpiát Dewey halála után, 1932-ben a New York állambeli Lake Placid-ben rendezték, ott, ahol Dewey a második klubot alapította.